# Персея
Персея (Persea) — рід з близько 150 видів вічнозелених дерев та кущів родини лаврових. Найвідоміший представник — авокадо (Persea americana), що утворює популярні їстівні плоди.

## Класифікація
Рід Persea розглядається в трьох підродах. Азійський підрід Machilus розглядається в окремому роді Machilus багатьма авторами, в тому числі у флорі Китаю, в той час як несумісність трансплантатів між підродом Persea і підродом Eriodaphne дозволяє припустити, що їх теж краще розглядати як окремі роди, насправді Kostermans (1993) заснував для них рід Mutisiopersea. Інший близькоспоріднений рід, Beilschmiedia, також іноді включається в Persea.
У філогенетичному аналізі «групи Persea», яка також включає Alseodaphne, Phoebe, Nothaphoebe, Dehaasia і Apollonias, було виявлено, що Persea в основному монофілетичний, з Apollonias barbujana з Канарських островів, вкладених в основну групу Persea. Було виявлено, що вид Persea nudigemma більш тісно пов'язаний з Phoebe, тоді як Persea sphaerocarpa гніздиться в групі видів Alseodaphne. 

### Підрід Persea — Центральна Америка. Два види.
- Persea americana Mill. – Avocado
  - Persea americana var. drymifolia (Schltdl. & Cham.)
  - Persea americana var. floccosa (Mez)
  - Persea americana var. guatemalensis (L.O.Williams)
  - Persea americana var. nubigena (L.O.Williams)
  - Persea americana var. steyermarkii (C.K.Allen)

- Persea schiedeana

### Підрід Eriodaphne(Mutisiopersea) — Американський континент, Macaronesia. Близько 70 видів, серед яких
- Persea alpigena
- Persea borbonia (L.) Spreng.
- Persea brevipetiolata van der Werff
- Persea caerulea (Ruiz & Pav.) Mez
- Persea cinerascens
- Persea donnell-smithii Mez
- Persea indica (L.) Spreng.
- Persea lingue (Ruiz & Pav.)
- Persea longipes (Schltdl.)
- Persea meyeniana
- Persea palustris (Raf.)
- Persea skutchii

### Підрід Machilus— Азія. Близько 80 видів, серед яких
- Persea ichangensis
- Persea japonica (Siebold & Zucc.) Kosterm.
- Persea kadooriei From Hong Kong.
- Persea kobu
- Persea macrantha
- Persea nanmu Oliv.
- Persea thunbergii (Siebold & Zucc.) Kosterm.
- Persea yunnanensis

### Раніше до роду входили
- Cinnamodendron cinnamomifolium
- Laurus azorica